# 哑鲁
哑鲁国（Aru）。15世纪苏门答腊岛上的一个小古国，《郑和航海图》中称为亚路，《明史》中称阿鲁。位于苏门答腊东岸，大約是日里河下游（Deli river）、巴鲁蒙（Belawan）附近。

此國與印尼東部的阿魯群島同名，但一西一東，絕不相同。

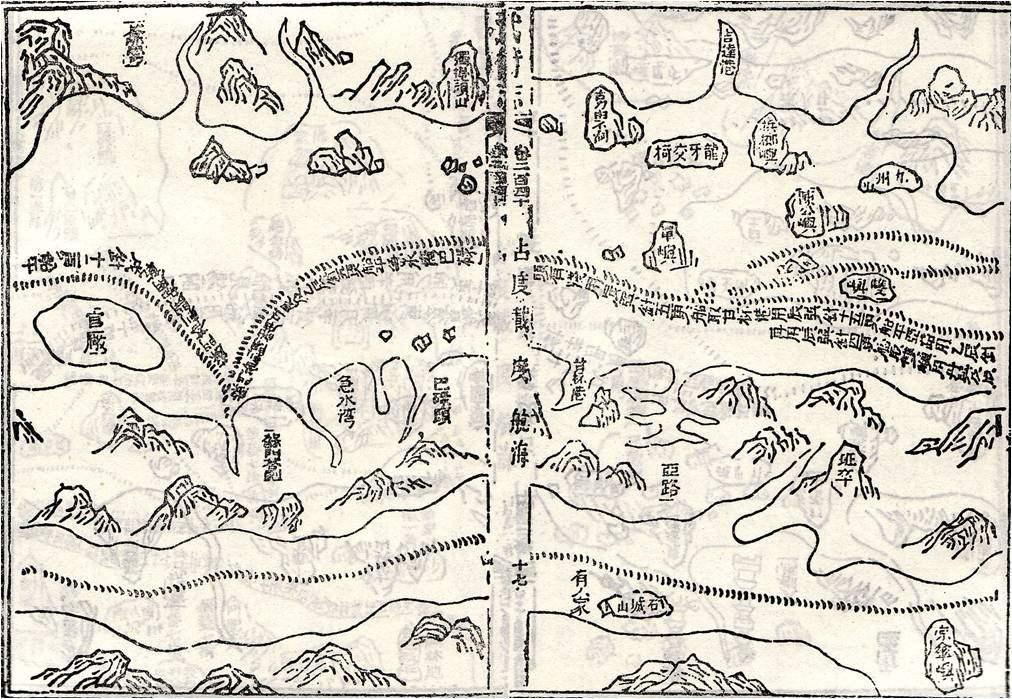
啞魯國，在《鄭和航海圖》中標為「亞路」，位在蘇門答臘島東北岸。「亞路」西部就是「蘇門答臘國」。

哑鲁国王和国民都信奉伊斯兰教。土产黄速香、金银香，出棉布、乳酪。
明永乐九年（1411年），哑鲁国王速鲁唐忽先，遣使臣满剌哈三等，随古里国使臣进贡，贡品有象牙、龙脑香
。明成祖赐哑鲁国使冠带、彩币、宝钞。
永乐十年（1412年）三宝太监郑和下西洋，曾出使哑鲁国，赐紵丝、罗纱十匹。随郑和使团的通译马欢在《瀛涯胜览》中写道：“其国南是大山，北是大海，西连苏门答剌国界，东有平地，堪种早稻，米粒细小，……民以耕渔为业，风俗纯朴”。
永乐十七年（1421年）哑鲁王子段河剌沙遣使朝贡。永乐十九年（1423年）、二十一年（1425年）再朝贡。
宣德五年（1430年），郑和第七次下西洋，再次出使哑鲁国。

## 延伸阅读
[在维基数据编辑]
 《欽定古今圖書集成·方輿彙編·邊裔典·阿魯部》，出自陈梦雷《古今圖書集成》
 《明史卷三百二十五》，出自《明史》